# Rio St. Clair
O Rio St. Clair (em francês: Rivière Sainte-Claire) é um rio de 65,2 km de comprimento no centro da América do Norte que drena o Lago Huron no Lago St. Clair, fazendo parte da fronteira internacional entre a província canadense de Ontário e no estado estadunidense de Michigan. O rio é um componente significativo na hidrovia dos Grandes Lagos, com canais de navegação permitindo que as embarcações de carga viajem entre os lagos superiores e inferiores.